# Igor Sumnikow
Igor Konstantinowicz Sumnikow (ros. Игорь Константинович Сумников, ur. 29 września 1966 w Mińsku) – radziecki kolarz szosowy, dwukrotny medalista mistrzostw świata.

## Kariera
Największy sukces w karierze Igor Sumnikow osiągnął w 1985 roku, kiedy wspólnie z Ołeksandrem Zinowjewem, Wiktorem Klimowem i Wasilijem Żdanowem zdobył złoty medal w drużynowej jeździe na czas na mistrzostwach świata w Giavera del Montello. W tej samej konkurencji zdobył jeszcze srebrny medal na rozgrywanych dwa lata później mistrzostwach świata w Villach. W zawodach tych partnerowali mu: Wiktor Klimow, Asiat Saitow i Jewhen Zahrebelny. W 1988 roku wystartował na igrzyskach olimpijskich w Seulu, gdzie wraz z kolegami zajął siódme miejsce. Drużynowo wywalczył także srebrny medal na mistrzostwach świata juniorów w 1984 roku. Ponadto wygrał między innymi francuski Ruban Granitier Breton w 1987 roku oraz czterokrotnie zdobywał mistrzostwo Związku Radzieckiego.